# Bothriochloa insculpta
Bothriochloa insculpta là một loài thực vật có hoa trong họ Hòa thảo. Loài này được (A.Rich.) A.Camus mô tả khoa học đầu tiên năm 1931.